# Black Box (band)
 For alternative betydninger, se Black Box. (Se også artikler, som begynder med Black Box)
Black Box er en discotrio fra Italien. Gruppen blev dannet i 1988 og hovedmanden bag Black Box var producer & dj Gianfranco Bortolotti. Gruppen havde deres største hit med gennembrudssinglen, "Ride on Time", som indeholder et sample fra afro-amerikanske Loleatta Holloways hit "Love sensation". Dette sample blev ikke clearet med rettighedsindehaver og blev på maxisinglen ikke anerkendt, derfor kunne man på første optryk ikke se, at nummeret indeholdte et sample. Derimod kunne man på det andet optryk se, at Loleatta Holloway blev krediteret, efter at folkene bag Black Box var tæt på en retssag med Loleatta Holloways management.

## Diskografi

### Studiealbum
| Titel                                   | Album details                                                          | Højeste hitlisteplacering | Højeste hitlisteplacering | Højeste hitlisteplacering | Højeste hitlisteplacering | Højeste hitlisteplacering | Højeste hitlisteplacering | Højeste hitlisteplacering | Højeste hitlisteplacering | Højeste hitlisteplacering | Højeste hitlisteplacering | Certificering                                                                |
| Titel                                   | Album details                                                          | AUS                       | CAN                       | FRA                       | GER                       | NZ                        | NOR                       | SWE                       | SWI                       | UK                        | US                        | Certificering                                                                |
| --------------------------------------- | ---------------------------------------------------------------------- | ------------------------- | ------------------------- | ------------------------- | ------------------------- | ------------------------- | ------------------------- | ------------------------- | ------------------------- | ------------------------- | ------------------------- | ---------------------------------------------------------------------------- |
| Dreamland                               | - Udgivet: 8 May 1990 - Pladeselskab: RCA - Formater: CD, LP, cassette | 1                         | 18                        | 35                        | 36                        | 4                         | 8                         | 15                        | 9                         | 14                        | 56                        | - ARIA: Platinum - BPI: Gold - IFPI SWI: Gold - MC: 2× Platinum - RIAA: Gold |
| Positive Vibration                      | - Udgivet: 23 August 1995 - Pladeselskab: Clubstitute - Formater: CD   | —                         | —                         | —                         | —                         | —                         | —                         | —                         | —                         | —                         | —                         |                                                                              |
| "—" denotes releases that did not chart |                                                                        |                           |                           |                           |                           |                           |                           |                           |                           |                           |                           |                                                                              |

### Opsamlingsalbum
| Title                               | Albumdetaljer                                                         |
| ----------------------------------- | --------------------------------------------------------------------- |
| Strike It Up: The Best of Black Box | - Udgivet: 14 April 1998 - Pladeselskab: BMG - Formater: CD, cassette |
| Hits & Mixes                        | - Udgivet: 30 June 1998 - Pladeselskab: BMG - Formater: CD            |

### Remixalbums
| Titel                                   | Albumdetaljer                                                                | Højeste hitlisteplacering |
| Titel                                   | Albumdetaljer                                                                | NLD                       |
| --------------------------------------- | ---------------------------------------------------------------------------- | ------------------------- |
| Remixland                               | - Udgivet: 1990 - Pladeselskab: Polydor - Formater: CD, LP, cassette         | 58                        |
| Mixed Up!                               | - Udgivet: 12 November 1991 - Pladeselskab: RCA - Formater: CD, LP, cassette | —                         |
| "—" denotes releases that did not chart |                                                                              |                           |

### Singler
| Titel                                                      | År   | Højeste hitlisteplacering | Højeste hitlisteplacering | Højeste hitlisteplacering | Højeste hitlisteplacering | Højeste hitlisteplacering | Højeste hitlisteplacering | Højeste hitlisteplacering | Højeste hitlisteplacering | Højeste hitlisteplacering | Højeste hitlisteplacering | Certificeringer                                              | Album              |
| Titel                                                      | År   | ITA                       | AUS                       | BEL (FLA)                 | FRA                       | GER                       | NZ                        | SWE                       | UK                        | US                        | US Dance                  | Certificeringer                                              | Album              |
| ---------------------------------------------------------- | ---- | ------------------------- | ------------------------- | ------------------------- | ------------------------- | ------------------------- | ------------------------- | ------------------------- | ------------------------- | ------------------------- | ------------------------- | ------------------------------------------------------------ | ------------------ |
| "Numero Uno"                                               | 1988 | —                         | 23                        | —                         | —                         | —                         | —                         | —                         | 9                         | —                         | —                         |                                                              | Non-album single   |
| "Airport 89"                                               | 1989 | —                         | —                         | —                         | —                         | —                         | —                         | —                         | 99                        | —                         | —                         |                                                              | Non-album single   |
| "Megamix" (featuring Lelewel)                              | 1989 | —                         | —                         | —                         | 15                        | —                         | —                         | —                         | —                         | —                         | —                         |                                                              | Non-album single   |
| "Ride on Time" (featuring Loleatta Holloway)               | 1989 | 10                        | 2                         | 7                         | 3                         | 5                         | 2                         | 2                         | 1                         | —                         | 39                        | - ARIA: Platinum - BPI: Gold - IFPI SWE: Gold - SNEP: Silver | Dreamland          |
| "Grand Piano"                                              | 1989 | —                         | —                         | —                         | —                         | 12                        | —                         | —                         | 9                         | —                         | —                         |                                                              | Non-album single   |
| "I Don't Know Anybody Else" (featuring Martha Wash)        | 1989 | 12                        | 6                         | —                         | 9                         | 12                        | 25                        | 8                         | 4                         | 23                        | 1                         | - ARIA: Gold                                                 | Dreamland          |
| "Everybody Everybody" (featuring Martha Wash)              | 1990 | 7                         | 35                        | 39                        | 11                        | 41                        | —                         | —                         | 16                        | 8                         | 1                         |                                                              | Dreamland          |
| "Fantasy" (featuring Martha Wash)                          | 1990 | 17                        | 3                         | —                         | 21                        | 16                        | —                         | —                         | 5                         | —                         | —                         | - ARIA: Gold - BPI: Silver                                   | Dreamland          |
| "The Total Mix"                                            | 1990 | —                         | 24                        | —                         | —                         | —                         | 39                        | —                         | 12                        | —                         | —                         |                                                              | Remixland          |
| "Megamix"                                                  | 1991 | —                         | —                         | —                         | 34                        | 33                        | —                         | —                         | —                         | —                         | —                         |                                                              | Remixland          |
| "Bright on Time"                                           | 1991 | —                         | —                         | 48                        | —                         | —                         | —                         | —                         | —                         | —                         | —                         |                                                              | Remixland          |
| "Strike It Up" (featuring Martha Wash)                     | 1991 | —                         | 20                        | 13                        | 26                        | 26                        | 29                        | —                         | 16                        | 8                         | 1                         |                                                              | Dreamland          |
| "Open Your Eyes" (featuring Martha Wash)                   | 1991 | 12                        | 60                        | —                         | 45                        | 44                        | —                         | 32                        | 48                        | —                         | —                         |                                                              | Dreamland          |
| "Hold On" (featuring Martha Wash)                          | 1992 | —                         | —                         | —                         | —                         | —                         | —                         | —                         | —                         | —                         | —                         |                                                              | Dreamland          |
| "Rockin' to the Music"                                     | 1993 | —                         | 103                       | —                         | —                         | —                         | —                         | 14                        | 39                        | —                         | —                         |                                                              | Positive Vibration |
| "Not Anyone"                                               | 1995 | —                         | 151                       | —                         | —                         | —                         | —                         | —                         | 31                        | —                         | —                         |                                                              | Positive Vibration |
| "A Positive Vibration"                                     | 1995 | 13                        | —                         | —                         | —                         | —                         | —                         | —                         | —                         | —                         | —                         |                                                              | Positive Vibration |
| "I Got the Vibration"                                      | 1996 | —                         | —                         | —                         | —                         | —                         | —                         | —                         | 21                        | —                         | —                         |                                                              | Positive Vibration |
| "Native New Yorker"                                        | 1997 | —                         | —                         | —                         | —                         | —                         | —                         | —                         | 46                        | —                         | —                         |                                                              | Positive Vibration |
| "Fall Into My Love"                                        | 1997 | —                         | —                         | —                         | —                         | —                         | —                         | —                         | —                         | —                         | —                         |                                                              | Positive Vibration |
| "The Beat of Your Heart"                                   | 1997 | —                         | —                         | —                         | —                         | —                         | —                         | —                         | —                         | —                         | —                         |                                                              |                    |
| "Bright on Time ('99 Mix)"                                 | 1999 | —                         | —                         | —                         | 77                        | —                         | —                         | —                         | —                         | —                         | —                         |                                                              | Non-album single   |
| "Ride on Time (2003 Mix)"                                  | 2003 | —                         | —                         | —                         | —                         | —                         | —                         | —                         | —                         | —                         | —                         |                                                              | Non-album single   |
| "Everybody Everybody 2007"                                 | 2007 | —                         | —                         | —                         | —                         | —                         | —                         | —                         | —                         | —                         | —                         |                                                              | Non-album single   |
| "Ride on Time (20th Anniversary Mix)"                      | 2009 | —                         | —                         | —                         | —                         | —                         | —                         | —                         | —                         | —                         | —                         |                                                              | Non-album single   |
| "Everyone Will Follow"                                     | 2018 | —                         | —                         | —                         | —                         | —                         | —                         | —                         | —                         | —                         | —                         |                                                              | Superbest          |
| "—" denotes the single failed to chart or was not released |      |                           |                           |                           |                           |                           |                           |                           |                           |                           |                           |                                                              |                    |